# Serixia basalis
Serixia basalis är en skalbaggsart som beskrevs av Francis Polkinghorne Pascoe 1866. Serixia basalis ingår i släktet Serixia och familjen långhorningar. Inga underarter finns listade i Catalogue of Life.